# Кальва, Хосе Луис
Хосе Луис Кальва Сепеда (исп. José Luis Calva Zepeda; 20 июля 1969 года — 11 декабря 2007 года) — мексиканский убийца. Известен тем, что употреблял в пищу мясо женщин.

## Биография
С самого детства его подвергали психологическим травмам. Его отец умер, когда ему было 2 года, и мать привела в дом нового мужчину. Когда ему было 7 лет, он подвергся изнасилованию со стороны 16-летнего друга своего брата. Повзрослев, он женился, у него родились две дочери. Позже они развелись, и бывшая жена с детьми переехала в США, что ввело Кальву в сильнейшую депрессию.
Деградация Кальвы набирала обороты. Девушки, находившиеся в отношениях с Хосе Луисом характеризовали его как очень ревнивого, склонного экстравагантности мужчину. Кальва был алкоголиком, он также был склонен к суициду.
Кальва имел романтические отношения с молодой женщиной (32 года), матерью двоих детей, по имени Александра. Их отношения были непростыми. Кальва принудил Александру жить вместе с ним, в противном случае он угрожал совершить самоубийство. После того как Александра исчезла, её мать обратилась в полицию. Она сказала стражам порядка, что подозревает Кальву.

### Арест, суд и смерть
16 октября 2007 года в дом Кальвы пришла полиция, чтобы проверить его на причастность к исчезновению его подруги. Его застали в тот момент, когда он ел блюдо из человеческого мяса. Он попытался сбежать и выпрыгнул в окно, но тяжело ранил себя и был арестован. В доме Кальвы был обнаружен изуродованный труп его подруги. В холодильнике лежали куски человеческого мяса. В доме было найдено изображение Ганнибала Лектора. Также в доме был найден недописанный роман «Инстинкты каннибала».
Кальва был обвинён в убийстве Александры Галеаны. Кроме того, было установлено, что ранее Кальва совершил убийство ещё одной девушки — Вероники Мартинес. 
В тюрьме он в скором времени повесился. Кальва не оставил никакой предсмертной записки.